# Reforma escocesa

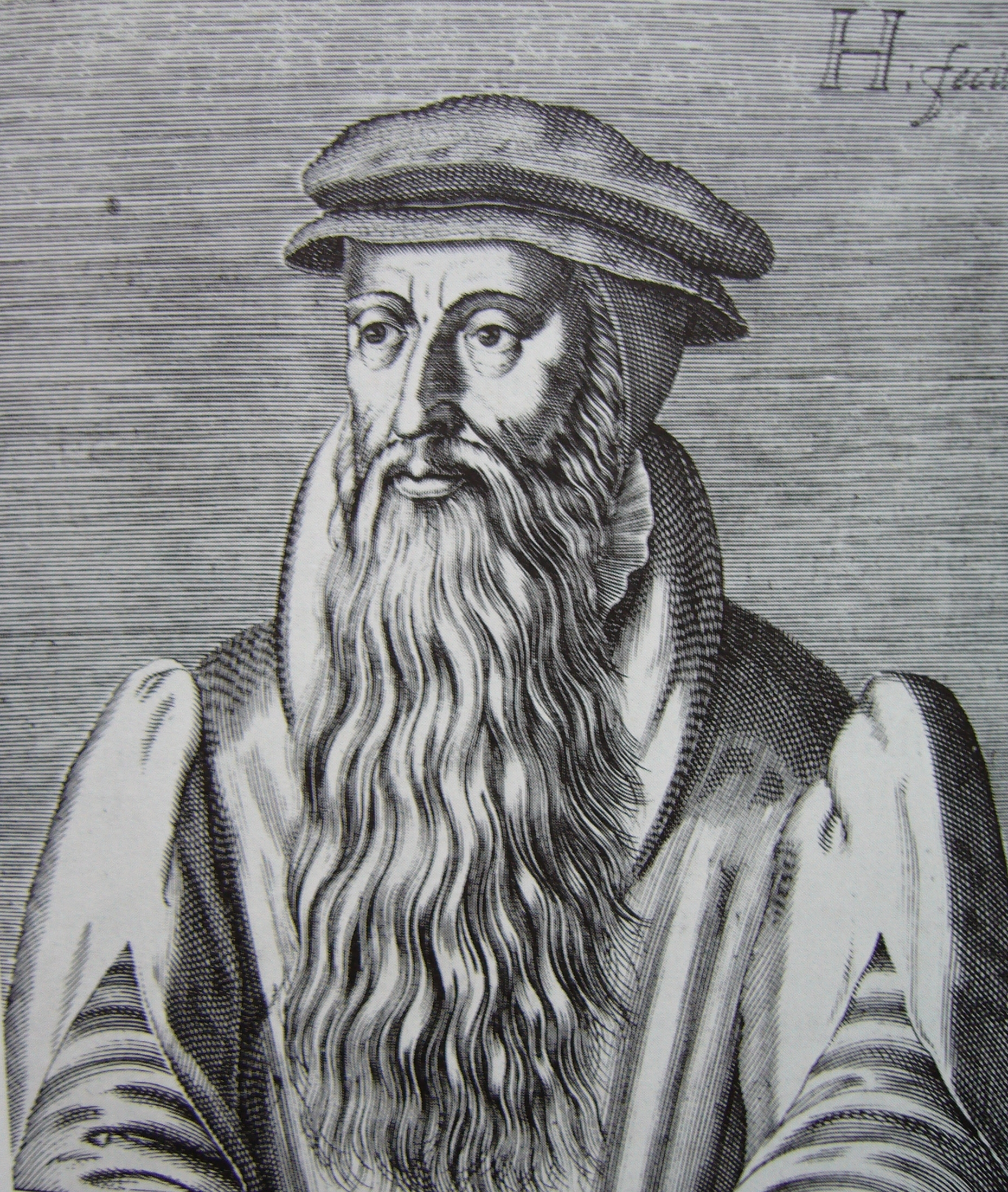
John Knox, principal dirigente de la reforma escocesa y creador de la iglesia presbiteriana.

La Reforma escocesa fue la ruptura de Escocia con la Iglesia católica en 1560 y los eventos relacionados con la misma. Fue parte de la más amplia Reforma Protestante de Europa. En el caso de Escocia culminó con el establecimiento de una nueva congregación religiosa cristiana en la línea de la teología calvinista, y políticamente en el triunfo de la influencia inglesa sobre la francesa en Escocia.
En 1560, el Parlamento Escocés aprobó el Acta de Reforma, por medio de la cual se repudiaba la autoridad del Papa, se prohibía la celebración de la Misa y se adoptaba una Confesión de fe protestante. Esto fue posible por coincidir con una revuelta contra la hegemonía francesa. Antes de esto, Escocia estaba bajo la autoridad de la regente María de Guisa (Marie de Guise, en francés), que gobernaba en nombre de su hija ausente María I Estuardo quien en ese tiempo era también la reina consorte de Francia.
La Reforma escocesa conformó de manera decisiva a la Iglesia de Escocia y, a través de ella, a todas las otras iglesias presbiterianas del mundo.

## Iglesia previa a la Reforma (1517-59)

### Presiones para la reforma
Desde el siglo XV, el humanismo del Renacimiento ya había fomentado la reflexión teológica crítica e impulsaba una renovación religiosa en Escocia. Desde 1517, las ideas doctrinales de Martín Lutero ya estaban influenciando a los escoceses. Aún en 1525, el parlamento consideraba necesario prohibir la importación de los libros luteranos y suprimir 'sus herejías u opiniones' a través de todo el reino. Sin embargo, este intento fue infructuoso.

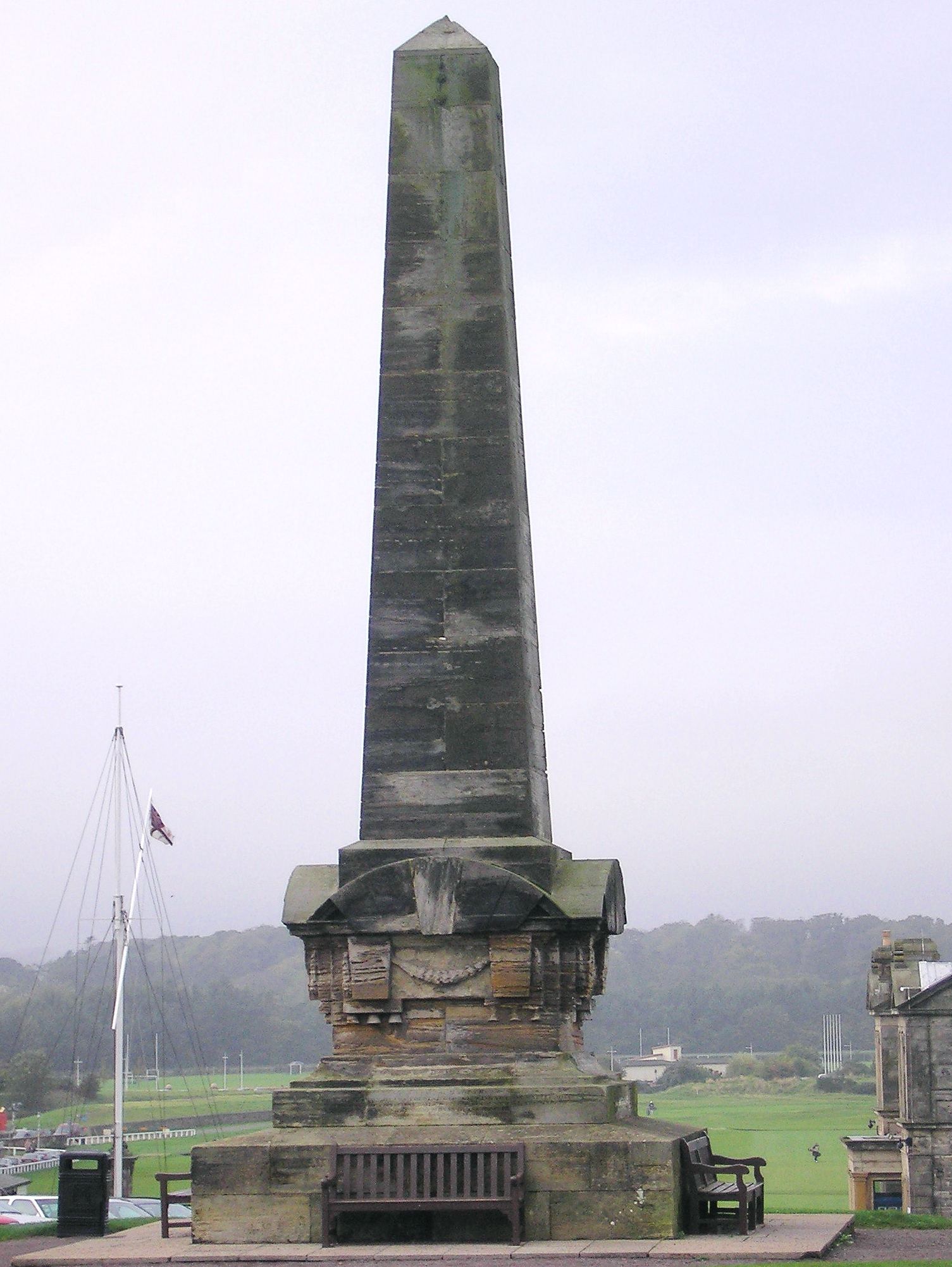
El Monumento a los Mártires (Martyr's Memorial) en Saint Andrews conmemora a los ejecutados antes de la Reforma, incluyendo a Hamilton y a Wishart.

En 1528, el noble Patrick Hamilton, influenciado por la teología luterana mientras estuvo en las universidades de Wittenberg y Marburgo, se convirtió en el primer mártir protestante cuando fue quemado en la hoguera por herejía, a las afueras de la Facultad de San Salvatore (San Salvador) en la Universidad de Saint Andrews. (Hamilton había estado difundiendo su mensaje mediante un pequeño catecismo basado en la doctrina de la justificación por fe llamado Patrick's Places). La difusión pública, particularmente en trabajos escritos, de la postura de Hamilton, sirvió para incrementar el interés en las nuevas ideas. De hecho, se le advirtió al Arzobispo de Saint Andrews que evitara hacer más ejecuciones públicas como esa, pues "el hedor del maestro Patrik Hammyltoun ha infectado a todos sobre los que ha soplado". Hubo más enjuiciamientos y ejecuciones en las décadas de 1530 y 40.
El Parlamento Escocés, en 1541, consideró necesario promulgar más leyes protegiendo el honor de la misa, las oraciones a la Virgen María, las imágenes de los santos y la autoridad del Papa. Se prohibieron las reuniones privadas de los herejes allí donde se difundieran sus ideas, se decretó recompensa para los informantes y se excluyó a los protestantes de los puestos reales. Todo esto ilustra hasta qué punto inspiraban un creciente atractivo las ideas protestantes.
La causa de la Reforma también disfrutó del apoyo de personas con influencia. En ese tiempo, el clero confeccionó una lista para el rey con más de cien terratenientes descontentos con la Iglesia Católica. Tal era la fuerza de los simpatizantes de la Reforma que, a la muerte de Jacobo V en 1542, fueron capaces de formar un gobierno bajo el vacilante conde de Arran, que en ese momento favoreció una alianza inglesa y apoyó la causa de la Reforma.

### Concilios Reformadores
La Iglesia de la época anterior a la reforma reaccionó a algunas de las críticas hechas contra ella. John Hamilton (el último Arzobispo de San Andrés anterior a la Reforma) instigó una serie de concilios provinciales (1549-1559) en base al modelo del Concilio de Trento (que se estaba desarrollando en esa época). Estos concilios culpaban el avance de las herejías protestantes a la "corrupción de la moral y la lascivia profana en los clérigos de todos los rangos, junto con la crasa ignorancia de la literatura y de las artes liberales". En 1548, se hicieron intentos para eliminar el concubinato, el pluralismo clerical, el comercio clerical y la no residencia, y se prohibió que personas no calificadas tuvieran cargos eclesiásticos. Es más, se le impuso al clero la reflexión de las Escrituras y se instruyó a los obispos y a los párrocos el predicar al menos cuatro veces al año. Se propuso enviar a los monjes a la universidad y designar teólogos para cada monasterio, facultad y catedral. Sin embargo, se reconoció en 1552 que poco se había logrado. La asistencia a las misas era aún escasa, y "los clérigos inferiores del reino y los prelados, en su mayoría, no han conseguido la capacidad necesaria en el conocimiento de las Sagradas Escrituras como para ser capaces por ellos mismos de instruir correctamente a la gente en la fe católica y en otras cosas necesarias para la salvación o para convertir a los equivocados". La reforma interna pareció demasiado pequeña, demasiado tarde.

## Trasfondo político (1543-59)

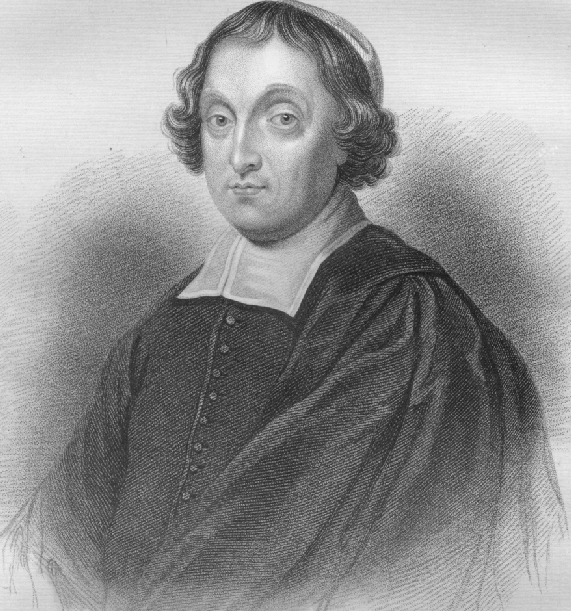
Cardenal Beaton, defensor de la fe antigua y líder de la fracción profrancesa.

En 1535 Enrique VIII de Inglaterra había roto con Roma y había sido excomulgado. También había permitido la lectura de la Biblia en el idioma nativo. Estas 'herejías inglesas' fueron una influencia adicional sobre los eventos en Escocia. Las ideas eclesiásticas estaban ligadas también a maniobras políticas. La política inglesa desde la década de 1530 trataba de alejar a Escocia de sus vínculos tradicionales con Francia (conocidos como la 'Auld Alliance') y Roma. En la década de 1540, Enrique VIII buscó un tratado para casar a su hijo Eduardo, el Príncipe de Gales, futuro Eduardo VI de Inglaterra, con la pequeña María (entonces reina de Escocia). El regente, Arran, aprobó el matrimonio en agosto de 1543 (por medio del Tratado de Greenwich). Sin embargo, la reacción en contra de este matrimonio en Escocia le permitió al cardenal David Beaton organizar un golpe de Estado en diciembre. Beaton repudiaba las políticas reformadoras y también cualquier consideración de un matrimonio inglés para la reina escocesa. El resultado fue la guerra anglo-escocesa de 1544-1545, que devastó el sureste de Escocia y terminó con la derrota de los invasores en la batalla de Ancrum Moor en febrero de 1545.
En 1546, Beaton hizo detener y ejecutar a George Wishart, un predicador que había llegado de Ginebra con influencia de Juan Calvino y que había traducido la Primera Confesión Helvética al escocés. A esto siguió una pronta respuesta: un grupo de rebeldes tomó el Castillo de Saint Andrews, donde se encontraba Beaton, y lo mataron. Estos 'Castelians' (a los cuales, después del asesinato, se les unió un sacerdote renegado, estudiante de Wishart, llamado John Knox) se mantuvieron en el castillo hasta 1547, cuando hubieron de rendirse a un escuadrón francés y se les mandó a la cárcel o a las galeras como esclavos. Las fuerzas inglesas llegaron demasiado tarde para salvarlos, pero, aun así, habiendo derrotado a los escoceses en la Batalla de Pinkie Cleugh, ocuparon el sureste de Escocia, llegando hasta Dundee al norte. Esta ocupación (periodo 1547-49) fomentó la causa reformadora, y durante dicho periodo las biblias en inglés circularon libremente y varios condes se comprometieron a 'hacer que la palabra de Dios sea enseñada y predicada'. 
Para contrarrestar a los ingleses, los escoceses se aseguraron la ayuda de Francia. El precio de la misma fue el compromiso matrimonial de la reina infanta con el Delfín francés, el futuro Francisco II. Ella salió hacia Francia en 1548. En ese momento, "la política de Enrique VIII había fallado completamente". El predominio francés se hizo absoluto a lo largo de la siguiente década. A Arran se le dio en 1554 el título de Duque de Châtellerault ('Duc de Châtellerault' en francés) y se le removió de la regencia en favor de María de Guisa (la reina madre). Durante la regencia de ésta (1554-1559), fueron franceses los que estuvieron a cargo del tesoro del reino y del Gran Sello, y el embajador francés algunas veces asistió al Consejo Privado.

### Lores de la Congregación
Al principio, María de Guisa cultivó la amistad del entonces creciente número de predicadores protestantes. Necesitaba ganar apoyo para sus políticas filofrancesas, y ellos no podían esperar recibir apoyo por parte de Inglaterra, la cual había caído recientemente bajo el mando de María Tudor, de confesión católica. Sin embargo, el matrimonio de la joven reina con el Delfín en 1558 incrementó el temor de que Escocia se convirtiera en una provincia francesa.
Para 1557, un grupo de señores escoceses (conocidos como 'los Lores de la Congregación') redactaron un convenio para 'mantener, exponer y establecer la más bendita Palabra de Dios y su Congregación'. Esto fue seguido por brotes Iconoclastas en 1558-9. Al mismo tiempo, se estaban haciendo planes para un programa Reformado para la adoración y predicación parroquial, al descubrir las comunidades locales ministros protestantes. En 1558, la reina madre regente convocó a los predicadores protestantes para responder por sus enseñanzas, pero desistió cuando los terratenientes de la parte occidental amenazaron con una revuelta.

## Crisis de la Reforma (1559-60)
La subida al trono en Inglaterra de la Reina Isabel I, protestante, en 1558 renovó las esperanzas de los reformadores. En enero de 1559 se publicó un escrito (llamado "Beggar's Summons"), el cual amenazaba a los frailes con desalojarlos basándose en que sus propiedades pertenecían a los verdaderos pobres. Esto se hizo con la intención de apelar a los sentimientos del vulgo pueblerino, quienes parecían tener quejas particulares contra los frailes. Temiendo desórdenes, la Regente convocó a los predicadores de la Reforma a presentarse delante de ella en Stirling para el 10 de mayo. Los hombres de Angus se juntaron en Dundee para acompañar a los predicadores a Stirling, y el 4 de mayo se les unió Knox, quien recientemente había regresado de Francia. Aquí, incitados por los sermones de Knox en Perth y Dundee, la multitud saqueó lugares religiosos (incluyendo la tumba de Jacobo I). En respuesta, la Regente marchó hacia Perth, pero tuvo que retirarse y negociar cuando otro contingente reformado llegó desde el oeste. Entre los embajadores de la Regente estaban el Conde de Argyll y Jacobo Estuardo (los dos eran protestantes). Sin embargo, cuando la Regente se retractó de su palabra, al apostar mercenarios franceses en Perth, los dos la abandonaron y se juntaron a los Señores de la Congregación en Saint Andrews, donde se les unió Knox. Edimburgo cayó pronto frente a ellos, mientras María se retiraba a Dunbar. Chatelherault aceptó en ese momento el liderazgo de los 'Señores de la Congregación' y estableció un gobierno provisional. María de Guisa se reforzó con tropas francesas profesionales y obligó a los rebeldes a regresar a Stirling. Todo parecía perdido para los protestantes, hasta que una flota inglesa llegó al Fiordo de Forth, en enero de 1560, haciendo que los franceses se retiraran a Leith.

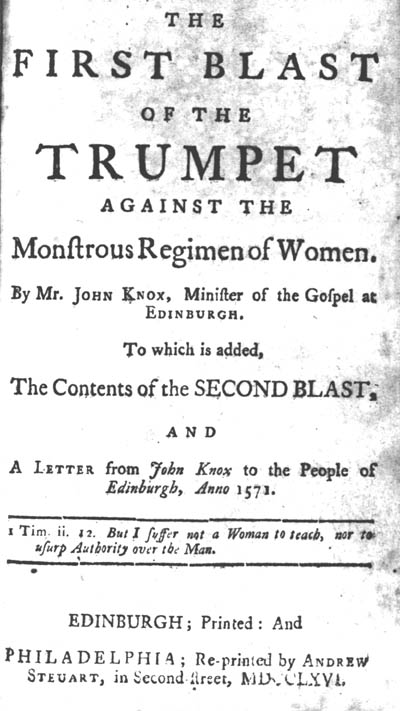
El libro 'Toque de la trompeta' hizo a Knox inaceptable para Isabel, aunque iba dirigido hacia su predecesora María I y no hacia ella.

Empezaron las negociaciones (de las cuales fue excluido Knox, pues su tratado anterior "El Primer Toque de la Trompeta Contra el Monstruoso Régimen de las Mujeres" -título original en inglés: The First Blast of the Trumpet Against the Monstrous Régimen of Women- le había vuelto inaceptable para Isabel I. El tratado resultante, el Tratado de Berwick (en febrero) fue un acuerdo entre Chatelherault y los ingleses para actuar unidos para expulsar a los franceses. Sin embargo, en junio de 1560 murió María de Guisa, permitiendo que se firmara el Tratado de Edimburgo: una negociación entre Francia e Inglaterra, que aseguraba la retirada de las tropas tanto francesas como inglesas de Escocia. Aunque los comisionados franceses no tenían deseos de tratar con los Señores de la Congregación insurgentes, ofrecieron a los escoceses ciertas concesiones por parte del rey Francisco y de la reina María, incluyendo el derecho a convocar un parlamento, de acuerdo a sus usos y costumbres. El efecto del tratado fue que el poder quedó en manos de los protestantes.

## Parlamento Reformado de 1560
El Parlamento de Escocia se reunió en Edimburgo el 1 de agosto de 1560. Catorce condes, seis obispos, diecinueve nobles, veintiún abades, veintidós comisionados burgueses y más de cien terratenientes reclamaron el derecho a un escaño. El Parlamento constituyó entonces un 'comité de los artículos', el cual, después, recomendó condenar la transubstanciación, la justificación por las obras, las indulgencias, el Purgatorio y la además, recomendó restaurar las disciplinas de los primeros cristianos y redistribuir la riqueza de la Iglesia para los ministerios, las escuelas y los pobres. El 17 de agosto, el Parlamento aprobó una confesión de fe de la Reforma (la Confesión Escocesa), y el 24 de agosto trajo la supresión de la autoridad del Papa. Los decretos prohibieron el culto católico, quien dijese u oyese la misa, sería castigado la primera vez con azotes y pérdida de su hacienda, a la segunda infracción con destierro y a la tercera con pena de muerte.
Sin embargo, aparte de aprobar la confesión, el Parlamento mostró poco interés en hacer planes para estructurar la nueva congregación presbiteriana. Algo significativo fue que, a pesar de que las funciones tradicionales del clero antiguo habían cesado, las propiedades eclesiásticas habían permanecido legalmente intactas y, lo que es más importante, en posesión de la iglesia antigua. Se dejó abierta la forma que la nueva iglesia iba a tomar, y ciertamente no se estabilizó finalmente hasta 1689. Lo que quizás era de esperar, la reina se negó a respaldar aún los actos que el Parlamento había aprobado, los cuales no fueron oficialmente ratificados hasta el primer Parlamento de Jacobo VI en 1567. No obstante, desde ese momento en adelante, Escocia fue de manera real un Estado protestante.

## La Iglesia después de la Reforma

### Confesión
A diferencia de los reformadores anteriores, que eran luteranos, Knox y la mayoría de los que le rodeaban eran firmes en su práctica del calvinismo. (Knox había viajado a la ciudad de Calvino, Ginebra, durante su exilio de Escocia, y la describió como "la más perfecta escuela de Cristo que nunca ha existido sobre la faz de la tierra desde los días de los apóstoles."). La Confesión Escocesa refleja esa influencia calvinista, aunque sin la naturaleza erudita y sistemática de la más estridente Confesión de Fe de Westminster que la reemplazaría en 1644. La Confesión Escocesa explica los temas de los credos católicos, pero también incluye un rechazo de cualquier virtud meritoria: todas las buenas obras vienen por el espíritu. También rechaza todas las obras religiosas que no tienen fundamento en las Escrituras, incluyendo los ritos de la Iglesia Romana. En cuanto a la iglesia, deriva su autoridad de la palabra de Dios y se debe definir por la "verdadera predicación de la palabra de Dios... segundo, por la administración correcta de los sacramentos de Jesucristo... y último, por la disciplina eclesiástica ministrada rectamente".

### Liturgia
La hostilidad del parlamento significó que no existía la posibilidad de algún Acta de Uniformidad, como en Inglaterra. Así, la forma que la iglesia tomó inicialmente dependía de los patrocinadores protestantes locales. Sin embargo, aún antes de 1560, las congregaciones reformadas ya se habían organizado, bajo la influencia de Knox, en una 'Carta del Sano Consejo' (Letter of Wholesome Councell en inglés) fechada en 1556, donde Knox describe en detalle lo que se debiera de hacer en el culto semanal. Los predicadores protestantes que huían de las persecuciones Marianas de Inglaterra trajeron el segundo Libro de Oración Común de Eduardo VI (de 1552), el cual fue alabado por los Señores de la Congregación. Knox también lo apoyó inicialmente (de hecho, se dice que él influenció aspectos del mismo). Sin embargo, antes de dejar Ginebra y animado por Calvino, había escrito su propio 'Libro de Orden Común', que fue impreso y aprobado por la Asamblea General de la Iglesia de Escocia de 1562. Ampliado, se volvió a imprimir con la Confesión y los Salmos en 1564, y se mantuvo como el estándar hasta que fue reemplazado por el Directorio de Adoración Pública de Westminster en 1643

### Forma de gobierno de la Iglesia
La forma ideal en que la iglesia debía de estar organizada estaba explicado en el Primer Libro de la Disciplina (1560), un documento que quería organizar tanto la iglesia como la vida nacional de acuerdo con el entendimiento de la Reforma de la Escritura. Concebía a ministros reformados a lo largo de Escocia, un sistema nacional de educación y ayuda para los pobres. Los ministros debían ser examinados para ver su capacidad y entonces ser electos por la congregación local. En el ínterim, mientras los candidatos fueran escasos, se debían de nombrar 'lectores'. También debía haber 'superintendentes', mejor pagados que los ministros, con responsabilidades regionales correspondiendo a las antiguas diócesis. (Frecuentemente se ha sugerido debido a esto que Knox favorecía el episcopado - sin embargo, se debe recordar que se negaba explícitamente la sucesión apostólica.). La educación debía de ser establecida en los niveles primario, secundario y universitario y examinada e inspeccionada.
En la realidad, con frecuencia no se llegaron a realizar esos objetivos, o solo se llevaron a cabo de forma muy lenta. Un Acta de 1562 le negó a la nueva iglesia mucha de la riqueza de la antigua, haciendo también que la iglesia recibiera una sexta parte del ingreso que recibía antes de la Reforma, yendo la mayor parte del resto a la nobleza. Aún en fechas tan tardías como 1567 había sólo 257 ministros y 600 lectores para 1,067 iglesias. Los indicios de lo que ahora se conoce como presbiterianismo también empezaron a surgir: las sesiones tradicionales de la Iglesia Escocesa (conocidas como 'Kirk') existieron desde 1560, los moderadores surgieron en 1563, pero el presbiterio (forma de organización de las iglesias presbiterianas) no surgió hasta 1580. Se habían plantado las semillas de lo que sería la forma moderna de la Iglesia Escocesa.